# 崇文書院 (臺灣)

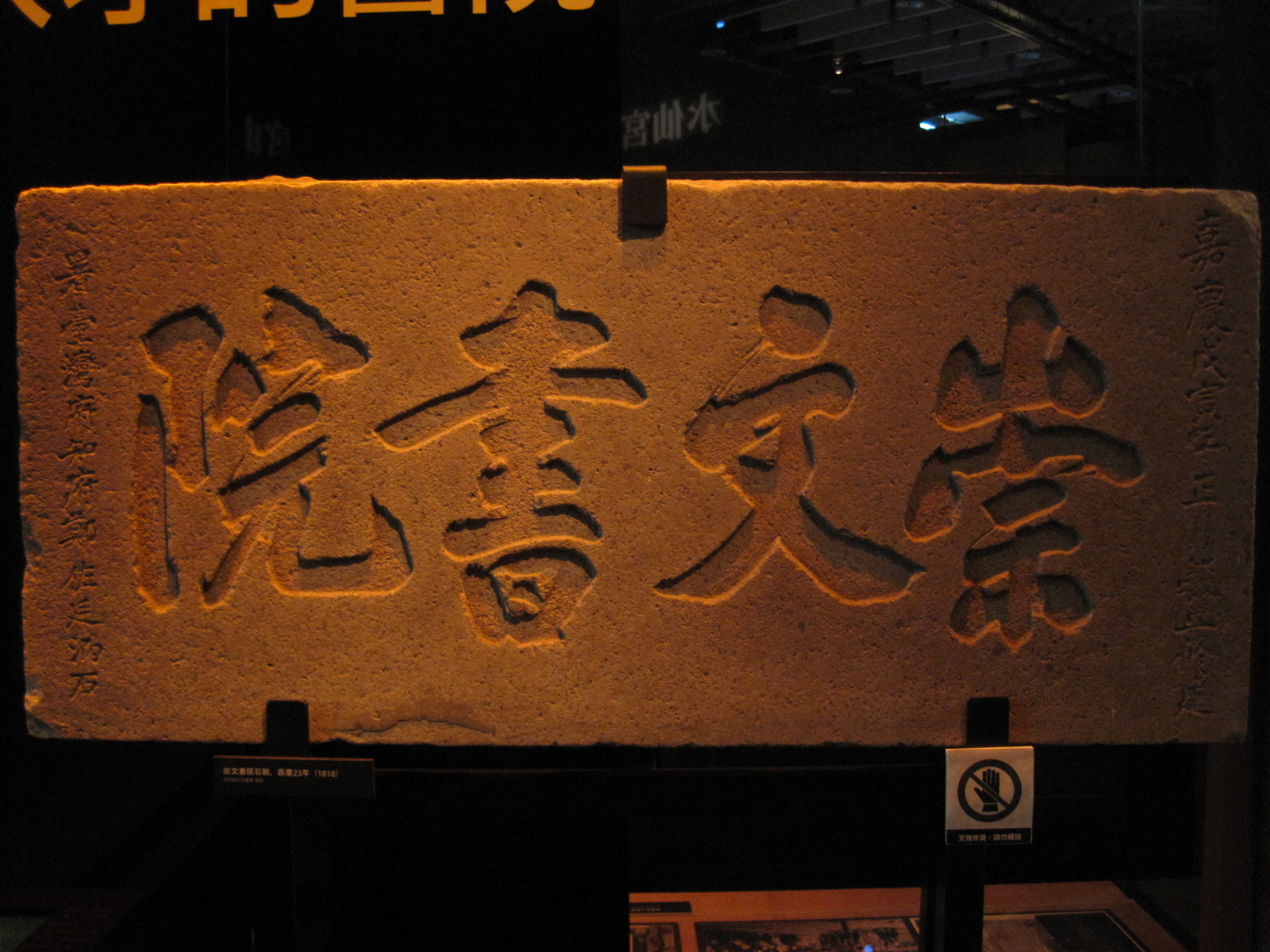
崇文書院石碑

崇文書院是過去在臺灣府城設立的書院之一，為府城四大書院之一:118。進士蔡廷蘭、丘逢甲曾在此書院講學，而清末的院長據說是進士林啓東:116。該書院被認為是臺灣首座名實相符的書院:14:21。日治時期曾被充作軍營使用。
其所在地在日治時期登記在清水町三丁目7番地，為學租財團所有。現為興華街11號11-1號等地，原住吉秀松宅邸亦在崇文書院舊址範圍內，且宅邸週邊的石材構件可能取自崇文書院。

## 沿革
康熙四十三年（1704年），臺灣府知府衛台揆所建，並在諸羅縣蘆竹角海豐崙設置學田，由府學訓導執掌:116。該書院原為府義學:23，康熙四十五年（1706年）知府衛台揆另設府義學:91。後來在乾隆十年（1745年）時，臺灣道攝府事莊年重修義學:116。
乾隆十五年（1750年）臺灣縣知縣魯鼎梅將海東書院從寧南坊（孔廟西側）遷到東安坊舊縣署，崇文書院則遷到海東書院舊址:116。後來乾隆廿四年（1759年）臺灣府知府覺羅四明捐俸，與地方仕紳一同將崇文書院遷到府署東邊的新址。此次遷址，崇文書院的規模有所提升，並請來名儒執教。據朱景英《海東札記》的記載，崇文書院管理是由臺灣府負責:118
嘉慶廿三年（1818年）署府鄭佐廷和道光八年（1828年）知府鄧傳安均有重修改建書院:116。之後在同治十三年（1874年）知府周懋琦於書院增建講堂、五子祠與魁星閣，光緒二十年（1894年）知府唐贊袞增建膳室與學舍:116。

## 制度
崇文書院設有院長、監院（處理庶務）、院丁（雜役），院長與監院均由臺灣府知府（清末為臺南府）任命:116。府禮房會將經費撥給監院管理:116。
每月初二會舉行「官課」（知府主持），每月二十日舉行「師課」（院長主持）:116。生員及童生各前12名，為超等內課生；各24名，為特等外課生:116。